# Place Marc-Bloch
Place Marc-Bloch är en öppen plats vid Rue de la Réunion i Quartier de Charonne i Paris tjugonde arrondissement. Den är uppkallad efter den franske historikern och motståndsmannen Marc Bloch (1886–1944), som avrättades av Gestapo.

## Bilder
| - Marc Bloch. - Skylt. - Place Marc-Bloch. |

## Omgivningar
- Saint-Jean-Bosco
- Jardin Damia
- Jardin Casque-d'Or
- Bibliothèque Louise Michel

## Kommunikationer
- Tunnelbana – linje  – Buzenval
- Busshållplats Vignoles – Paris bussnät

### Webbkällor
- ”Place Marc-Bloch”. Mairie de Paris. https://web.archive.org/web/20160303185244/http://www.v2asp.paris.fr/commun/v2asp/v2/nomenclature_voies/Voieactu/5915.nom.htm. Läst 12 oktober 2022.
- ”Place Marc-Bloch (20ème arrondissement)”. Les rues de Paris. https://web.archive.org/web/20190926222550/http://www.parisrues.com/rues20/paris-20-place-marc-bloch.html. Läst 12 oktober 2022.